# Intercultura
Intercultura è un neologismo di origine inglese e spagnola. In Italia viene impiegato in ambito scientifico già negli anni sessanta. Dal 1975 il sostantivo viene usato dall'omonima associazione di scambi giovanili ("Intercultura onlus") che lo ha registrato come marchio. Il termine si afferma inizialmente come aggettivo in ambito pedagogico e scolastico, nella forma educazione interculturale. Tuttavia l'intercultura o l'interculturalità hanno trovato un impiego in parte autonomo nell'ambito del dibattito filosofico e teologico, oltre che più di recente nelle scienze sociali.
Se in inglese si usa parlare di interculturality (a cui corrisponde l'italiano interculturalità) o di intercultural (aggettivo, ad esempio nel concetto di intercultural competence), non trova impiego il termine interculture.
In concorrenza con intercultura in inglese viene preferito in molti casi l'aggettivo cross-culture, proveniente dagli studi postcoloniali. Molto difficile e sottile è invece la distinzione tra interculturalismo (dall'inglese interculturalism) e intercultura/interculturalità: si potrebbe dire che, se l'interculturalismo è, sulla falsariga del multiculturalismo e come evidenzia il suffisso -ismo, il pensiero o la dottrina che studia e propugna la rilevanza degli scambi culturali, l'interculturalità allude a una dimensione di pratiche e di esperienze, anche ma non solamente di ordine intellettuale.

## Storia del concetto
Il termine, come aggettivo, compare già nel 1961, con il Centro Intercultural de Documentación (CIDOC) a Cuernavaca in Messico, un centro di ricerca che realizzava corsi per i missionari del Nord America, dove operò Ivan Illich. Louis Massignon lo usa, nella forma "inter-culturelle", nella sua Préface de la nouvelle édition (1962).
Già nel 1940, l'antropologo cubano Fernando Ortiz Fernández (1881-1969), in Contrapunteo cubano del tabaco y el azúcar, aveva però introdotto il concetto di transculturación e di transculturalismo, che va nel senso di una teoria interculturale.
L'affermazione in Europa del concetto, limitatamente all'ambito scolastico e associativo, risale agli anni Settanta (la Federazione Europea per l'Apprendimento Interculturale o EFIL - European Federation for Intercultural Learning - prende questo nome nel 1975) come campo di riflessione pedagogica e di intervento volti ad affrontare temi e problemi emersi dall'eterogeneità linguistica e culturale che si affermavano in maniera sempre più rilevante nelle scuole sia in seguito alle molte iniziative europee per gli scambi internazionali degli studenti ed in seguito soprattutto nei paesi interessati dal fenomeno dell'immigrazione.
Progressivamente è andata però affermandosi una definizione di educazione interculturale non tanto a partire dai bisogni specifici degli allievi figli degli immigrati, ma da un'interpretazione di intercultura in senso molto più ampio e non solamente pedagogico.

## Intercultura e Immigrazione
In Italia si tende ad associare il termine intercultura a una serie di approcci pedagogici, di misure sociali e amministrative o di comportamenti e attitudini legati alla gestione del fenomeno migratorio, nell'orizzonte di una risoluzione pacifica dei conflitti. In realtà sempre più la questione interculturale sta svincolandosi da tale problematica: la pluralità essendo fattore di articolazione non tra le culture, ma interno alla cultura, quella interculturale tende a diventare una riflessione su tale elemento plurimo e stratificato della cultura oggi, in cui l'accento non va sulla fissità identitaria corrispondente alla cultura ma sul suo elemento performativo e inventivo.

## Centri interculturali
I centri interculturali hanno rappresentato in Italia l'ambito privilegiato per la promozione di pratiche per gli operatori dei servizi, i volontari, gli insegnanti, i mediatori. Il quadro di progettazione e interventi dei centri si rivolge prevalentemente agli immigrati e agli operatori.

## Legislazione e documenti ufficiali
Si segnala tra i primi interventi in ordine di tempo in Italia la circolare ministeriale 8 settembre 1989, n. 301, che ha per oggetto l'Inserimento degli stranieri nella scuola dell'obbligo: promozione e coordinamento delle iniziative per l'esercizio del diritto allo studio. La circolare ministeriale del 17 marzo 1997 riprende circolari precedenti e riguarda invece la "mobilità studentesca internazionale".

## Interculturalismoversusmulticulturalismo
Tra le polemiche che più hanno animato il dibattito sulla differenza culturale in ambito di politiche sociali, dell'eguaglianza e di battaglie per la tutela e affermazione della differenza vi è quello sviluppatosi in ambito nordamericano (in particolare canadese), in rapporto alla preferibilità di un approccio interculturale piuttosto che multiculturalista. Si veda a questo proposito il poderoso insieme di esperienze e di reazioni suscitati dal lavoro di Charles Margrave Taylor (Montreal 1931), professore di Filosofia e Diritto alla Northwestern University of Chicago e Professore Emerito di Filosofia e Scienze politiche alla McGill University di Montreal, indicato come teorico del comunitarismo. Il Canada, dopo un'ampia discussione su bilinguismo e biculturalismo, ha comunque adottato nel 1971 la Multiculturalism Policy, ad opera di Pierre Trudeau, diventando il primo paese al mondo ad implementare una politica dichiaratamente multiculturale. Successivamente, il paese confinante con gli Stati Uniti ha confermato l'adozione delle politiche multiculturali con la Canadian Charter of Rights and Freedom nel 1982 e con la seguente implementazione da parte del Parlamento del Multiculturalism Act nel 1988.

## Filosofia e interculturalità
Da una fenomenologia della contemporaneità si può transitare a una filosofia delle differenze: dalla presa d'atto della coesistenza nello stesso spazio, come conseguenza dei processi di globalizzazione (turismo, capitalismo, migrazione) e delle nuove tecnologie, di lingue-mondo differenti quando non tradizionalmente alternative tra loro, derivano vari tentativi di mettere in rapporto tra loro i due termini filosofia e intercultura.
Ciò che solo precariamente potremmo definire filosofia interculturale, che ha tra i suoi autori Raimon Panikkar, Giangiorgio Pasqualotto o Raul Fornet-Betancourt, parte dalla considerazione come presupposto di esercizio del pensiero il riconoscimento di una propria intrinseca dimensione culturale. Certo, uno dei rischi impliciti nell'attribuzione di rilevanza al fattore culturale in relazione alla filosofia è la reificazione di questo stesso fattore e la trasformazione della filosofia in culturalismo.
Se è vero che uno dei presupposti principali e quasi stereotipici di ciò che viene definito filosofia interculturale è la critica dell'aspetto storicista del pensiero moderno (si pensi in particolare alla teoria hegeliana e alla sua lettura da parte di Jacques Derrida), in cui si evidenzia un eurocentrismo difficilmente capace di approssimare la pluralità culturale in termini di parità, allo stesso tempo è la stessa filosofia del Novecento, attraverso autori che si legano alla costellazione ebraica, a indicare tale passaggio come particolarmente decisivo.
Talvolta si è proposta una equivalenza tra la filosofia interculturale e la comparazione filosofica. Alcuni materiali fondamentali per una riflessione interculturale vengono da quella che Édouard Glissant definisce filosofia della relazione con i suoi numerosi concetti.

## Religione e interculturalità
Uno dei versanti più rilevanti della riflessione interculturale, è quello sviluppatosi all'interno delle teologie, in particolare quelle cristiane e più specificamente quella cattolica. Momento propulsore di tale ricerca, soprattutto in contesto cattolico, è stato il Concilio Vaticano II. La stessa esigenza cattolica di abbracciamento dell'universale, in tensione problematica con la forte centralità dell'autorità ecclesiastica, ha portato a sviluppi particolarmente arditi in rapporto alla cogenza della dimensione dogmatica, sviluppi talora respinti e sconfessati dalla Congregazione per la Dottrina della Fede (CDF) (in latino Congregatio pro Doctrina Fidei), l'organismo della Curia Romana incaricato di vigilare sulla purezza della dottrina della Chiesa Cattolica. Tra gli altri va ricordato il nome di Jacques Dupuis, teologo gesuita, docente alla Pontificia Università Gregoriana e direttore di «Gregorianum», sospeso a causa del suo libro Verso una teologia cristiana del pluralismo religioso. Per quanto riguarda il complesso islamo-cristiano, uno dei contributi più rilevanti alla riflessione è quello dato da Louis Massignon alla esegesi e scavo di simboli delle tradizioni abramitiche.
Una versione debole della riflessione interculturale in ambito teologico è il dialogo delle culture o dialogo interreligioso, che ha dato luogo nel corso di questi ultimi decenni a numerose iniziative, incontri interconfessionali e interreligiosi, che tendono però a identificare il dialogo come dialogo di posizioni tra rappresentanti ufficiali delle differenti culture e tradizioni religiose.

## Intercultura e internet
Uno degli sviluppi più significativi e recenti della riflessione sull'intercultura si lega al rapporto tra identità e rete informatica. La stessa nozione di identità, così centrale nella riflessione filosofica e interculturale subisce numerose sollecitazioni ed è sottoposta a pratiche deformazioni e scomposizioni: come è mostrato da Social network websites: best practices from leading services, interessante Research paper di faberNovel, consultabile in modalità slideshare, se, come afferma il dizionario Merriam Webster, l'identità è "sameness of essential or generic character in different instances", e se "in the real world in how one is described either by self-assertations or by assertation of another", l'identità nella Rete è altra cosa:
- "Digital identity is a set of characteristics asserted "by one digital subject about itself or by another digital subject in a digital realm" (Microsoft). This identity is comprised of multiple pieces of formal and informal data, real or fantasized.
- Digital identity has three particularities:
  - Fragmentation: the identity is broken up between several networks and websites and this different pieces of identity might not be coherent
  - Fantasy: digital identity can be easily fantasized
  - Temporality: identity might not evolve over time (a comment or an old profile is not automatically removed.")

Oltre a questo aspetto performativo, alcuni sviluppi collaborativi del web 2.0 tendono a mettere sempre meno l'accento sull'autore come individuo, rendendosi disponibili a una pratica del testo, del discorso e della scrittura, come pratica collettiva e aperta. In ciò alcune riflessioni del post-strutturalismo si vedono concretamente inverate da questa dimensione di esperienza. Si tratta peraltro di una dimensione che in alcuni suoi aspetti sembra anche molto antica, se si pensa alla dimensione della glossa nel codice medievale.
Gli sviluppi che il passaggio dal Web 1.0 al Web 2.0 implicano in rapporto alla stessa organizzazione delle comunità e delle reti sono in qualche modo interamente da pensare, offrendosi così come spazio di riflessione molto originale sull'identità. La stessa antropologia, come stanno mostrando gli studi di Wim M. J. van Binsbergen, sta aiutando a mostrare come l'incidenza dei nuovi media sulle identità, aperte al globale e riarticolate nel locale, non sia una peculiarità delle economie avanzate, ma rappresenti un punto di particolare mobilizzazione di realtà come quelle africane o asiatiche.

## Il Trickster e il potlatch
Riconosciuta una stretta affinità tra intercultura e internet, all'insegna di logiche collaborative e cooperative della produzione di conoscenza e di discorso, del Creative Commons, all'insegna cioè di una interpretazione della cultura (delle culture) come dimensione creativa e non come luogo fisso di definizione identitaria, il plesso intercultura/internet sembra rendersi leggibile anche attraverso concetti tradizionali della ricerca antropologica, come Trickster e potlatch, che pongono l'accento su di un'economia del dono teorizzata da Marcel Mauss e su di una dimensione trasformante dell'identità.

## Patrimonio e intercultura
Nell'ultimo decennio in particolare, l'importanza dell'educazione al patrimonio culturale in chiave interculturale è stata ribadita a chiare lettere non solo dall'Unione europea (che nell'ambito del Programma di apprendimento permanente sta sostenendo con una certa continuità progetti di formazione e di ricerca-azione finalizzati a esplorare nuovi punti di vista sulle “culture” rappresentate nei musei) e dal Consiglio d'Europa (progetto pilota "L'Europa da una strada … all'Altro", 2001-2005; Libro Bianco sul Dialogo Interculturale. Vivere insieme in pari dignità, 2008), ma anche da altri organismi transnazionali come l'UNESCO (Convenzione sulla protezione e la promozione della diversità delle espressioni culturali, 2005), l'International Council of Museums (Museums and cultural diversity: policy statement, 1997) e il Consiglio internazionale per i monumenti e i siti ( Archiviato l'11 settembre 2012 in Internet Archive., 2007).
Grazie all'azione di impulso di queste organizzazioni, ma anche e soprattutto per far fronte al dato di realtà costituito dalla presenza sempre più rilevante di cittadini portatori di sensibilità e patrimoni culturali “altri”, numerosi musei in Italia, Europa e oltre hanno incominciato a sperimentare nuovi approcci all'educazione al patrimonio come nuova frontiera per l'integrazione. 
Dalla mappatura delle esperienze sinora compiute emerge un panorama composito, che si può tuttavia ricondurre a tre approcci particolarmente diffusi:”
- il “multiculturalismo conoscitivo” (o “culture in mostra”), il cui obiettivo è di promuovere in un pubblico autoctono un maggiore rispetto e riconoscimento delle culture “altre”, spesso rappresentate in maniera distorta o del tutto escluse dai nostri musei e dai nostri spazi espositivi
- l’“alfabetizzazione” dei nuovi cittadini nella cultura dominante, attraverso lo sviluppo di programmi e attività per aiutarli ad approfondire la conoscenza della storia, della lingua, dei valori e delle tradizioni del Paese in cui hanno messo nuove radici
- la promozione nelle comunità migranti di una consapevolezza della propria cultura d'origine, ad esempio attraverso la “programmazione culturalmente specifica” tipica dei musei antropologici ed etnografici.

A questi approcci si stanno aggiungendo nuovi paradigmi progettuali e operativi,  che intendono il patrimonio culturale come un insieme “in divenire” di beni da ricollocare in uno spazio sociale di scambio, e l'educazione al patrimonio in chiave interculturale come una “pratica trasformativa” che pone l'enfasi non tanto sulla conoscenza delle diversità culturali (l’altro come oggetto di conoscenza, le culture intese come organismi statici e chiusi), quanto sull'apertura di spazi dialogici di contaminazione, di ascolto e di apprendimento reciproco, di costruzione e condivisione di significati.
Tra gli ambiti di sperimentazione più innovativi si ricordano: 
- la formazione e il riconoscimento dei mediatori di origine immigrata come “nuovi interpreti” del patrimonio di un museo (es. percorsi formativi promossi da Galleria d'Arte Moderna e Contemporanea di Bergamo”[6], Centro Studi Africani e Museo di Antropologia ed Etnografia dell'Università di Torino”[7], Fondazione Ismu e Museo Popoli e Culture del PIME a Milano)
- il coinvolgimento di gruppi misti nello sviluppo di nuove narrazioni condivise a partire dalle collezioni, avvalendosi del metodo autobiografico, dell'utilizzo di tecniche teatrali e di altre metodologie di mediazione dei patrimoni che solo di recente hanno incominciato a diffondersi nei musei (es. programma pluriennale “Un patrimonio di tutti””[8], Città di Torino – Settore Educazione al Patrimonio Culturale; progetto “A Brera anch'io”[9], Pinacoteca di Brera; progetto “Storie Plurali””[10], Museo Ettore Guatelli)
- la collaborazione con gli artisti contemporanei per sviluppare nuovi punti di vista sulle nozioni di “patrimonio” e “identità”, mediare tra memoria culturale e creatività contemporanea, esplorare nuove modalità di dialogo e interazione con le comunità locali, rappresentare le dinamiche interculturali attraverso i linguaggi artistici contemporanei (es. progetti “A Vision of My Own”[11], “City Telling”[12] e “Parole al vento”[13] della Fondazione Sandretto Re Rebaudengo; concorso per giovani artisti e istituzioni culturali “Arte, patrimonio e diritti umani”, promosso da Connecting Cultures e Fondazione Ismu).